# The Ring: Krąg
The Ring: Krąg (jap. リング Ringu) – japoński horror na podstawie powieści Kōji’ego Suzuki. Światowa premiera filmu odbyła się 31 stycznia 1998, polska – 15 listopada 2002.
The Ring: Krąg jest najbardziej dochodowym horrorem w historii japońskiej kinematografii. Doczekał się kontynuacji: The Ring: Krąg 2, Spirala oraz The Ring: Krąg – Narodziny, amerykańskiego remake’u The Ring z Naomi Watts w roli głównej, koreańskiego remake’u Ring Virus oraz gier i mang na jego podstawie.

## Fabuła
Wśród japońskich nastolatków krąży legenda o śmiercionośnej kasecie video. Jedną z ofiar kasety jest Tomoko Oishi (Yūko Takeuchi), siostrzenica dziennikarki Reiko Asakawy (Nanako Matsushima). Reiko postanawia zbadać sprawę. Odnajduje śmiercionośną kasetę i ogląda nagranie. Chwilę później dzwoni telefon, zaś w następnych dniach zaczynają dziać się wokół niej dziwne rzeczy. Kobiecie pozostaje coraz mniej czasu, aby rozwiązać zagadkę.

## Twórcy
- Reżyseria: Hideo Nakata
- Scenariusz: Hiroshi Takahashi
- Zdjęcia: Junichirō Hayashi
- Muzyka: Kenji Kawai

## Obsada
- Nanako Matsushima jako Reiko Asakawa
- Hiroyuki Sanada jako Ryūji Takayama
- Rikiya Otaka jako Yoichi Asakawa
- Yōichi Numata jako Takashi Yamamura
- Yūko Takeuchi jako Tomoko Oishi
- Hitomi Satō jako Masami Kurahashi, przyjaciółka Tomoko
- Rie Inou jako Sadako Yamamura
- Masako jako Shizuko Yamamura
- Daisuke Ban jako doktor Ikuma Heihachirō
- Katsumi Muramatsu jako Kōichi Asakawa
- Miki Nakatani jako Mai Takano, uczennica Ryūjiego

## Nagrody
- Nanako Matsushima: (nominacja) Nagroda Japońskiej Akademii Filmowej, najlepsza aktorka 1999